# Cantone di Le Bugue
Il Cantone di Le Bugue era una divisione amministrativa dell'arrondissement di Sarlat-la-Canéda.
A seguito della riforma approvata con decreto del 21 febbraio 2014, che ha avuto attuazione dopo le elezioni dipartimentali del 2015, è stato soppresso.

## Composizione
Comprendeva i comuni di:
- Le Bugue
- Campagne
- Fleurac
- Journiac
- Manaurie
- Mauzens-et-Miremont
- Saint-Avit-de-Vialard
- Saint-Cirq
- Saint-Félix-de-Reillac-et-Mortemart
- Savignac-de-Miremont